# Mysida
Mysida é uma ordem de crustáceos pequenos, semelhantes a camarões, da superordem Peracarida de malacóstracos. Seu nome comum, camarão-gambá, deriva da presença de uma bolsa ou “marsúpio” nas fêmeas. O fato de as larvas serem criadas nessa bolsa e não nadarem livremente caracteriza a ordem. A cabeça do animal tem um par de olhos e dois pares de antenas. O tórax é composto por oito segmentos, cada um com membros ramificados, todos ocultos sob uma carapaça protetora, e o abdome tem seis segmentos e, geralmente, mais membros pequenos.
Os indivíduos da ordem Mysida são encontrados em todo o mundo, tanto em águas marinhas rasas quanto profundas, onde podem ser bentônicos ou pelágicos, mas também são importantes em alguns ecossistemas de água doce e salobra. Muitas espécies bentônicas fazem migrações verticais diárias [en] para partes mais altas da coluna de água. Os indivíduos da ordem Mysida são filtradores, onívoros que se alimentam de algas, detritos e zooplâncton. Alguns animais são cultivados em laboratórios para fins experimentais e são usados como fonte de alimento para outros organismos marinhos cultivados. Eles são sensíveis à poluição da água e, por isso, às vezes são usados como bioindicadores para monitorar a qualidade da água.

## Descrição
A cabeça de um indivíduo da ordem Mysida tem dois pares de antenas e um par de olhos grandes. A cabeça e o primeiro segmento (ou às vezes os três primeiros segmentos) do tórax são fundidos para formar o cefalotórax. Os oito segmentos torácicos são cobertos pela carapaça, que está presa apenas aos três primeiros. Os dois primeiros segmentos torácicos possuem maxilípedes que são usados para filtrar plânctons e partículas orgânicas da água. Os outros seis pares de apêndices torácicos são membros birâmicos (ramificados) conhecidos como pereópodes e são usados para nadar, bem como para levar a água até os maxilípedes para alimentação. Diferentemente dos camarões da ordem Caridea, as fêmeas têm um marsúpio abaixo do tórax. Essa bolsa é fechada por oostegitos grandes e flexíveis, abas eriçadas que se estendem dos segmentos basais dos pereópodes e que formam o piso de uma câmara coberta pelo esterno do animal. Essa câmara é onde os ovos são chocados, sendo o desenvolvimento direto na maioria dos casos.
O abdome tem seis segmentos, sendo que os cinco primeiros possuem pleópodes, embora eles possam estar ausentes ou serem vestigiais nas fêmeas. O quarto pleópode é mais longo do que os outros nos machos e tem uma função reprodutiva especializada.
A maioria das espécies tem de 5 a 25 mm de comprimento e varia em cor, desde pálido e transparente até laranja brilhante ou marrom. Eles diferem de outras espécies da superordem Peracarida por apresentarem estatocistos em seus urópodes (localizados no último segmento abdominal). Eles ajudam o animal a se orientar na água e são claramente vistos como vesículas circulares: juntamente com a bolsa, os estatocistos são frequentemente usados como características que distinguem os indivíduos da ordem Mysida de outros organismos semelhantes ao camarão.

## Distribuição
Os organismos da ordem Mysida têm uma distribuição cosmopolita e são encontrados em ambientes marinhos e de água doce, no mar profundo, estuários, águas costeiras rasas, lagos, rios e águas subterrâneas. Eles são principalmente marinhos e menos de 10% são encontrados em água doce. Há cerca de 72 espécies de água doce no total, sendo encontradas predominantemente nas regiões paleoártica e neotropical. Esses indivíduos não marinhos ocorrem em quatro tipos distintos de habitats; alguns são espécies estuarinas; alguns foram isolados na Estepe Pôntica, onde o Paramysis [en] se irradiou enormemente desde então (23 espécies); alguns são relictos glaciais e alguns são relictos subterrâneos do Mar de Tétis.

## Comportamento

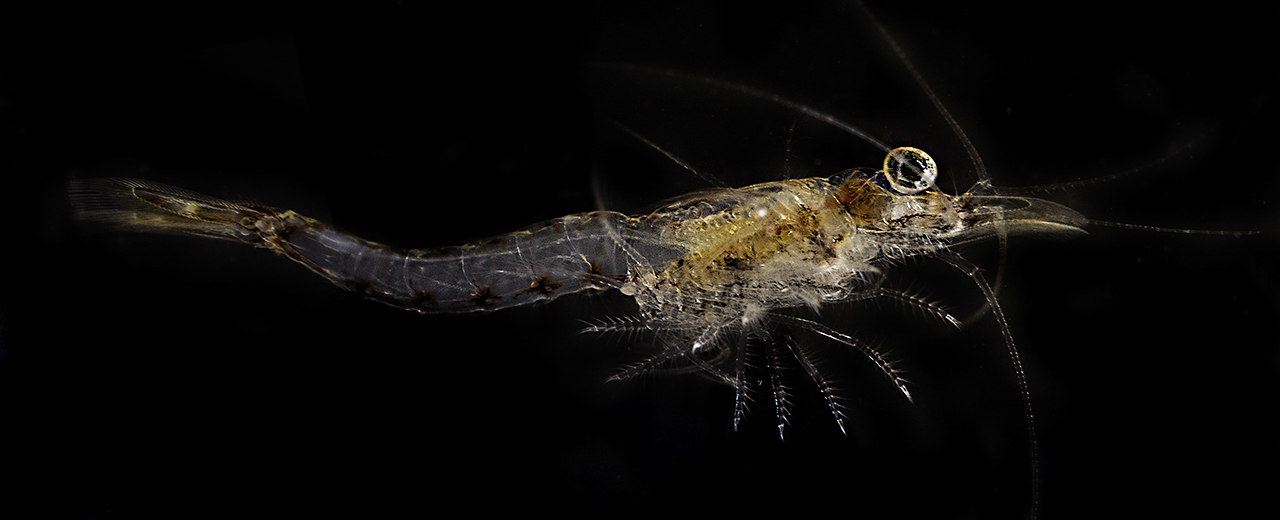
en.

Algumas espécies são bentônicas (vivem no fundo do mar) e outras são pelágicas (vivem no meio da água), mas a maioria é encontrada rastejando ou se enterrando na lama ou na areia. A maioria das espécies marinhas é bentônica durante o dia, mas deixa o fundo do mar à noite para se tornar planctônica. A locomoção é feita principalmente nadando, com os pleópodes sendo usados para esse fim. Alguns organismos vivem entre algas e ervas marinhas, alguns são solitários, enquanto muitos formam densos grupos. Os indivíduos da ordem Mysida constituem uma parte importante da dieta de peixes como o linguado. Em geral, eles vivem livremente, mas algumas espécies, principalmente da subfamília  Heteromysinae, são comensais e estão associadas a anêmonas-do-mar e caranguejos-ermitões. Vários táxons também foram descritos em diferentes habitats de água doce e cavernas. O Mysis relicta [en] e seus parentes próximos habitam lagos frios e profundos e têm um ciclo diurno de migrações verticais. A espécie Mysidium integrum tem uma relação mutualística com a donzela-de-iucatã, o camarão fornecendo nutrientes para as fazendas de algas das quais os peixes se alimentam e os peixes fornecendo proteção contra predadores.
A maioria dos animais da ordem Mysida é onívora, alimentando-se de algas, detritos e zooplâncton. A necrofagia e o canibalismo também são comuns, sendo que os adultos às vezes se alimentam de seus filhotes quando eles emergem do marsúpio. As espécies pelágicas e a maioria das outras espécies são filtradoras, criando uma corrente de alimentação com os exópodos de seus pereópodos. Isso leva as partículas de alimento a um sulco alimentar ventral pelo qual elas passam antes de serem filtradas pelas cerdas da segunda maxila. Presas planctônicas maiores podem ser capturadas em uma armadilha composta pelos endópodes dos apêndices torácicos. Algumas espécies bentônicas, especialmente membros da subfamília Erythropinae, foram observadas se alimentando de pequenas partículas coletadas ao limpar as superfícies de seus corpos e pernas.

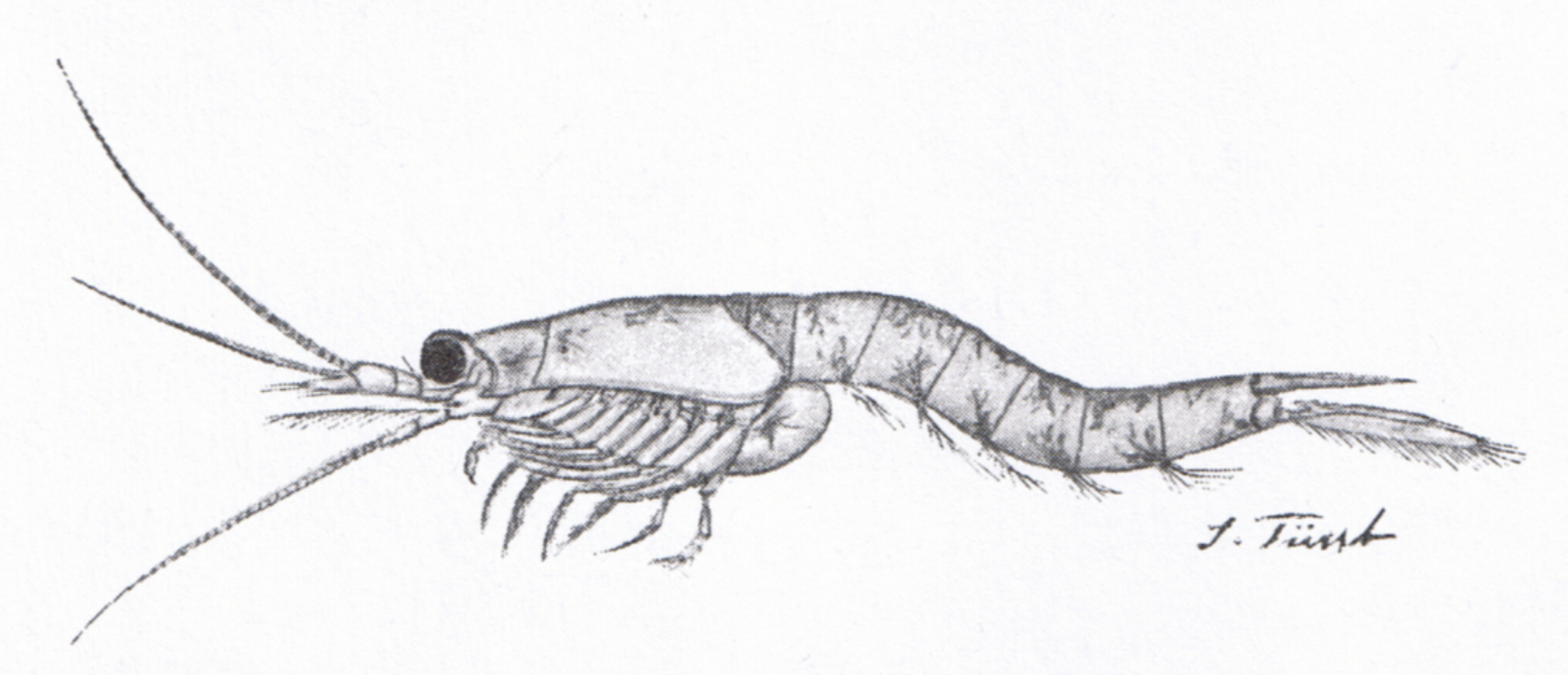
en.

Os organismos são machos ou fêmeas, e a fertilização é externa. As gônadas estão localizadas no tórax e têm formato tubular. Os machos têm dois gonóporos no oitavo segmento torácico e um par de pênis longos. Os gonóporos da fêmea estão no sexto segmento torácico e os oostegitos estão presos ao primeiro e ao sétimo pereópodos para formar um marsúpio. O acasalamento geralmente ocorre à noite e dura apenas alguns minutos. Durante o processo, o macho insere seu pênis no marsúpio e libera esperma. Isso estimula a fêmea e os ovos geralmente são liberados no marsúpio dentro de uma hora. Nesse local, eles são fertilizados e retidos, e o desenvolvimento dos embriões na bolsa é direto, com os jovens eclodindo dos ovos como adultos em miniatura. O tamanho de um filhote geralmente está relacionado ao comprimento do corpo e a fatores ambientais, como densidade e disponibilidade de alimentos. A idade em que os filhotes atingem a maturidade sexual depende da temperatura da água e da disponibilidade de alimentos. Para a espécie Americamysis bahia [en], isso ocorre normalmente entre 12 e 20 dias. Os filhotes são liberados logo depois e, embora seu número seja geralmente baixo, o curto ciclo de vida dos adultos significa que uma nova ninhada pode ser produzida a cada quatro a sete dias.

## Usos
Algumas espécies da ordem Mysida são fáceis de cultivar em grande escala em laboratórios, pois são altamente adaptáveis e podem tolerar uma ampla gama de condições. Apesar da baixa fecundidade, essas espécies têm um ciclo reprodutivo curto, o que significa que podem se reproduzir rapidamente em grandes quantidades. Elas podem ser cultivadas em sistemas estáticos ou de fluxo, sendo que o último demonstrou ser capaz de manter uma densidade de estocagem maior do que um sistema estático. Nos sistemas de fluxo, os filhotes são continuamente separados dos reprodutores adultos para reduzir a mortalidade por canibalismo. Os filhotes de artêmia (incubados por 24 horas) são o alimento mais comum nas culturas, às vezes enriquecidos com ácidos graxos altamente insaturados para aumentar seu valor nutricional.
Acredita-se que os indivíduos cultivados são uma fonte de alimento ideal para muitos organismos marinhos. Eles são frequentemente fornecidos a cefalópodes, larvas de peixes e camarões de cultivo comercial devido ao seu pequeno tamanho e baixo custo. Seu alto teor de proteína e gordura também as torna uma boa alternativa à artêmia viva ao alimentar filhotes (especialmente aqueles que são difíceis de manter, como cavalos-marinhos jovens) e outra fauna pequena.
Sua sensibilidade à qualidade da água também os torna adequados para bioensaios. As espécies Americamysis bahia e Americamysis almyra [en] são frequentemente usadas para testar pesticidas e outras substâncias tóxicas, sendo que a Americamysis bahia é mais sensível durante os períodos em que está passando pela ecdise.

## Sistemática
Os organismos da ordem Mysida pertencem à superordem Peracarida, que significa “próximo aos camarões”. Embora em muitos aspectos os indivíduos pareçam semelhantes a alguns camarões, a principal característica que os separa da superordem Eucarida é a ausência de larvas que nadam livremente. A ordem Mysida é extensa e atualmente inclui aproximadamente 160 gêneros, contendo mais de 1000 espécies.
Tradicionalmente, os organismos da ordem Mysida eram unidos a outro grupo de crustáceos pelágicos externamente semelhantes, da ordem Lophogastrida [en], em uma ordem mais ampla, Mysidacea, mas essa classificação é geralmente abandonada atualmente. Embora o agrupamento anterior tivesse um bom suporte morfológico, os estudos moleculares não corroboram a monofilia desse grupo. Anteriormente, a ordem Mysida incluía duas outras famílias,  Spelaeomysis e  Stygiomysis, mas agora elas foram colocadas em uma ordem separada, Stygiomysida [en].

## Classificação
| - Família Mysidae [en] Haworth, 1825 - Subfamília Boreomysinae [en] Holt & Tattersall, 1905 - 2 gêneros - Subfamília Erythropinae Hansen, 1910 - 54 gêneros - Subfamília Gastrosaccinae Norman, 1892 - 10 gêneros - Subfamília Heteromysinae Norman, 1892 - 14 gêneros - Subfamília Leptomysinae Hansen, 1910 - 30 gêneros - Subfamília Mysidellinae Czerniavsky, 1882 - 2 gêneros - Subfamília Mysinae Haworth, 1825 - 55 gêneros - Subfamília Palaumysinae Wittmann, 2013 - 1 gênero - Subfamília Rhopalophthalminae Hansen, 1910 - 1 gênero - Subfamília Siriellinae Norman, 1892 - 3 gêneros | - Família Petalophthalmidae Czerniavsky, 1882 - Gênero Bacescomysis Murano & Krygier, 1985 - Gênero Ceratomysis Faxon, 1893 - Gênero Hansenomysis Stebbing, 1893 - Gênero Parapetalophthalmus Murano & Bravo, 1998 - Gênero Petalophthalmus Willemoes-Suhm, 1875 - Gênero Pseudopetalophthalmus Bravo & Murano, 1997 |